# 並木さくら
並木 さくら（なみき さくら、11月11日- ）は、日本の女性声優。兵庫県出身。シグマ・セブンe所属

## 経歴
「第8回 シグマ・セブン声優オーディション」に合格する。
2021年7月から9月にかけて、超!A&G+にて「並木さくらの声ラブ」を担当する。
2021年10月からは、Phononチャンネルにて「並木さくらのラジふぁぼ～金曜日～」を担当する。

## 人物
趣味はゲーム、ラップ。
特技は関西弁、イラスト、オセロ、ティッシュ配り
マイブームは物件探し。

## 出演

### テレビアニメ
2021年
- 魔法科高校の優等生（女生徒、女子生徒、篠崎杏樹）
- トロピカル〜ジュ!プリキュア（モデル）

2022年
- 継母の連れ子が元カノだった（計測係女子）

2024年
- 負けヒロインが多すぎる!（女子生徒）
- 新米オッサン冒険者、最強パーティに死ぬほど鍛えられて無敵になる。（ヘレン・トムンソン）
- 村井の恋（女子生徒）

2025年
- GUILTY GEAR STRIVE: DUAL RULERS（少女）
- アークナイツ【焔燼曙明/RISE FROM EMBER】（ロドス術士、医療オペレーター）

### 劇場アニメ
- きみの色（2024年、女子生徒達）

### ゲーム
- 少女キャリバー.io（2021年、タスラム[1][17]）
- アズールレーン（2021年、モリソン[1][18]）
- PROGRESS ORDERS（2025年、シャルロッテ[19]）

### デジタルコミック
- きみはマシェリ（受付嬢Ｂ、女性客Ａ、女性社員Ｂ[20]）

### テレビドラマ
- ビッ友×戦士 キラメキパワーズ!（2021年、ひめにゃんの声[21]）

### ラジオ
※はインターネット配信。
- 並木さくらの声ラブ（2021年、超!A&G+※）[3]

### インターネットテレビ
- 並木さくらのラジふぁぼ～金曜日～（2021年 - 2022年 、Phononチャンネル※）[4]

### その他コンテンツ
- 直木賞作家×YOASOBI『はじめての』プロジェクトPV（2022年）[22]